# Phygadeuon punctiger
Phygadeuon punctiger är en stekelart som beskrevs av Taschenberg 1865. Phygadeuon punctiger ingår i släktet Phygadeuon och familjen brokparasitsteklar. Inga underarter finns listade i Catalogue of Life.